# Brenton Thwaites
Brenton Thwaites (Cairns, Queensland, 1989. augusztus 10. –) ausztrál színész.
2010-ben kezdte színészi pályafutását, elsőként a Slide és az Otthonunk című ausztrál televíziós sorozatokban. Miután az Amerikai Egyesült Államokba költözött, fontosabb szereplései voltak a Kék lagúna: Ébredés (2012), az Oculus (2013), Az emlékek őre (2014), az Egyiptom istenei (2016) és A Karib-tenger kalózai: Salazar bosszúja (2017) című filmekben.
2018-tól a főszereplő Dick Graysont alakítja a Titánok című szuperhős-websorozatban.

## Fiatalkora
1989. augusztus 10-én született a quuenslandi Cairnsban, Fiona és Peter Thwaites gyermekeként. Van egy nővére, Stacey. Középiskolai tanulmányait a Cairns State High Schoolban végezte, ahol 2006-ban érettségizett.
Fiatalkorában Thwaites-t vonzotta a gondolat, hogy rendőr vagy tűzoltó legyen, miután sok ilyen filmet látott. Érdeklődése azonban a filmkészítés irányába terelődött. 16 éves korában Thwaites élő közönség előtt adta első első fellépését a Shakespeare Rómeó és Júlia című tragédiát előadásban.
Három évig tanult színészetet a Queensland University of Technology-n (QUT), 2010-ben lediplomázott. Ezután Sydneybe költözött, hogy csatlakozzon a régóta futó Otthonunk című szappanoperához. 2011-12-ben az Amerikai Egyesült Államokba költözött, folytatni színészi karrierjét.

## Magánélete
2015 óta él párkapcsolatban Chloe Pacey-vel. Szobatársak voltak, míg Thwaites A Karib-tenger kalózai-t forgatta Ausztráliában. A párnak öt gyermeke született.

## Filmográfia

### Film
| Év   | Magyar cím                               | Eredeti cím                                      | Szerep                | Magyar hang   | Rendező                |
| ---- | ---------------------------------------- | ------------------------------------------------ | --------------------- | ------------- | ---------------------- |
| 2010 |                                          | Charge Over You                                  | Sam                   |               | Regardt Steenekamp     |
| 2012 |                                          | Save Your Legs!                                  | Mark                  |               | Boyd Hicklin           |
| 2013 | Oculus                                   | Oculus                                           | Tim Russell           | Czető Roland  | Mike Flanagan          |
| 2014 | Az emlékek őre                           | The Giver                                        | Jonas                 | Czető Roland  | Phillip Noyce          |
| 2014 | Demóna                                   | Maleficent                                       | Prince Phillip        | Czető Roland  | Robert Stromberg       |
| 2014 | Hullámlovasok                            | Ride                                             | Angelo                | Baráth István | Helen Hunt             |
| 2014 |                                          | The Signal                                       | Nic Eastman           |               | William Eubank         |
| 2014 | Fenegyerek                               | Son of a Gun                                     | Jesse Ryan "JR" White | Czető Roland  | Julius Avery           |
| 2015 |                                          | Ruben Guthrie                                    | Chet                  |               | Brendan Cowell         |
| 2016 | Egyiptom istenei                         | Gods of Egypt                                    | Bek                   | Fehér Tibor   | Alex Proyas            |
| 2017 | A Karib-tenger kalózai: Salazar bosszúja | Pirates of the Caribbean: Dead Men Tell No Tales | Henry Turner          | Czető Roland  | Joachim Rønning        |
| 2017 | A Karib-tenger kalózai: Salazar bosszúja | Pirates of the Caribbean: Dead Men Tell No Tales | Henry Turner          | Czető Roland  | Espen Sandberg         |
| 2018 | Interjú Istennel                         | An Interview with God                            | Paul Asher            | Dér Zsolt     | Perry Lang             |
| 2018 |                                          | Office Uprising                                  | Desmond               |               | Lin Oeding             |
| 2019 |                                          | A Violant Separation                             | Norman Young          |               | Kevin és Michael Goetz |
| 2020 | A háború démonjai                        | Ghosts of War                                    | Chris                 | Szatory Dávid | Eric Bress             |
| 2020 |                                          | I Met a Girl                                     | Devon                 |               | Luke Eve               |

### Televízió
| Év        | Magyar cím          | Eredeti cím                | Szerep                                    | Megjegyzések                                             |
| --------- | ------------------- | -------------------------- | ----------------------------------------- | -------------------------------------------------------- |
| 2011      | A Partiőrség        | Sea Patrol                 | Leigh Scarpia                             | 1 epizód                                                 |
| 2011      |                     | Slide                      | Luke Gallagher                            | főszereplő (10 epizód)                                   |
| 2011–2012 | Otthonunk           | Home and Away              | Stu Henderson                             | 57 epizód                                                |
| 2012      | Kék lagúna: Ébredés | Blue Lagoon: The Awakening | Dean McMullen                             | - tévéfilm - magyar hangja: - Gacsal Ádám - Czető Roland |
| 2018–2023 | Titánok             | Titans                     | Richard "Dick" Grayson / Robin / Éjszárny | - főszereplő - magyar hangja: - Szatory Dávid            |

## Fordítás
- Ez a szócikk részben vagy egészben  a   Brenton Thwaites című angol Wikipédia-szócikk ezen változatának fordításán alapul.  Az eredeti cikk szerkesztőit annak laptörténete sorolja fel. Ez a jelzés csupán a megfogalmazás eredetét és a szerzői jogokat jelzi, nem szolgál a cikkben szereplő információk forrásmegjelöléseként.